# Aceite de maíz

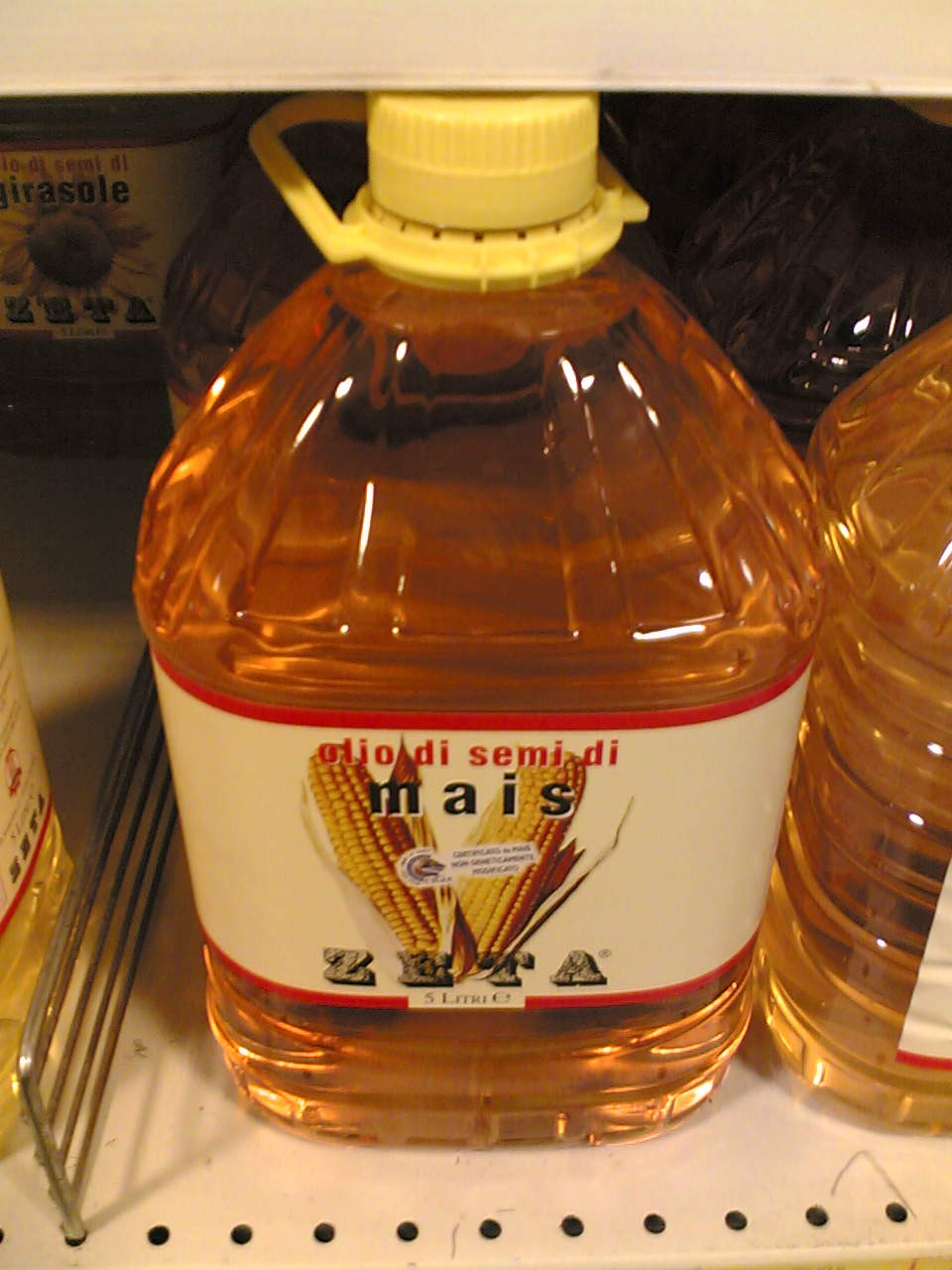
Aceite de maíz

El aceite de maíz  es un aceite extraído del germen de maíz.

## Breve historia
El maíz, originario de México, se consume por lo menos desde el año 5000 antes de Cristo.
Fue introducido en Europa en el siglo XVI y era un alimento básico en la dieta de los Aztecas, Incas y Mayas.

## Cualidades
El porcentaje de aceite de un grano de maíz oscila entre el 3,1 y el 5,7% del peso del mismo y el 83% de ese contenido graso se ubica en el germen. Este se separa del resto del grano en la primera etapa del proceso de molienda húmeda, obteniéndose de esta manera la materia prima para la recuperación del aceite.
Para aprovechar al cien por ciento sus propiedades nutricionales debe ser un aceite obtenido por presión en frío del germen de maíz fresco.
El aceite de maíz refinado tiene mucho éxito ya que tiene una gran resistencia al enranciamiento y potencia el sabor de los alimentos.
El aceite de maíz es rico en vitamina E (tocoferoles).
No contiene cantidades significativas de proteínas, carbohidratos ni fibra alimentaria.

## Utilización

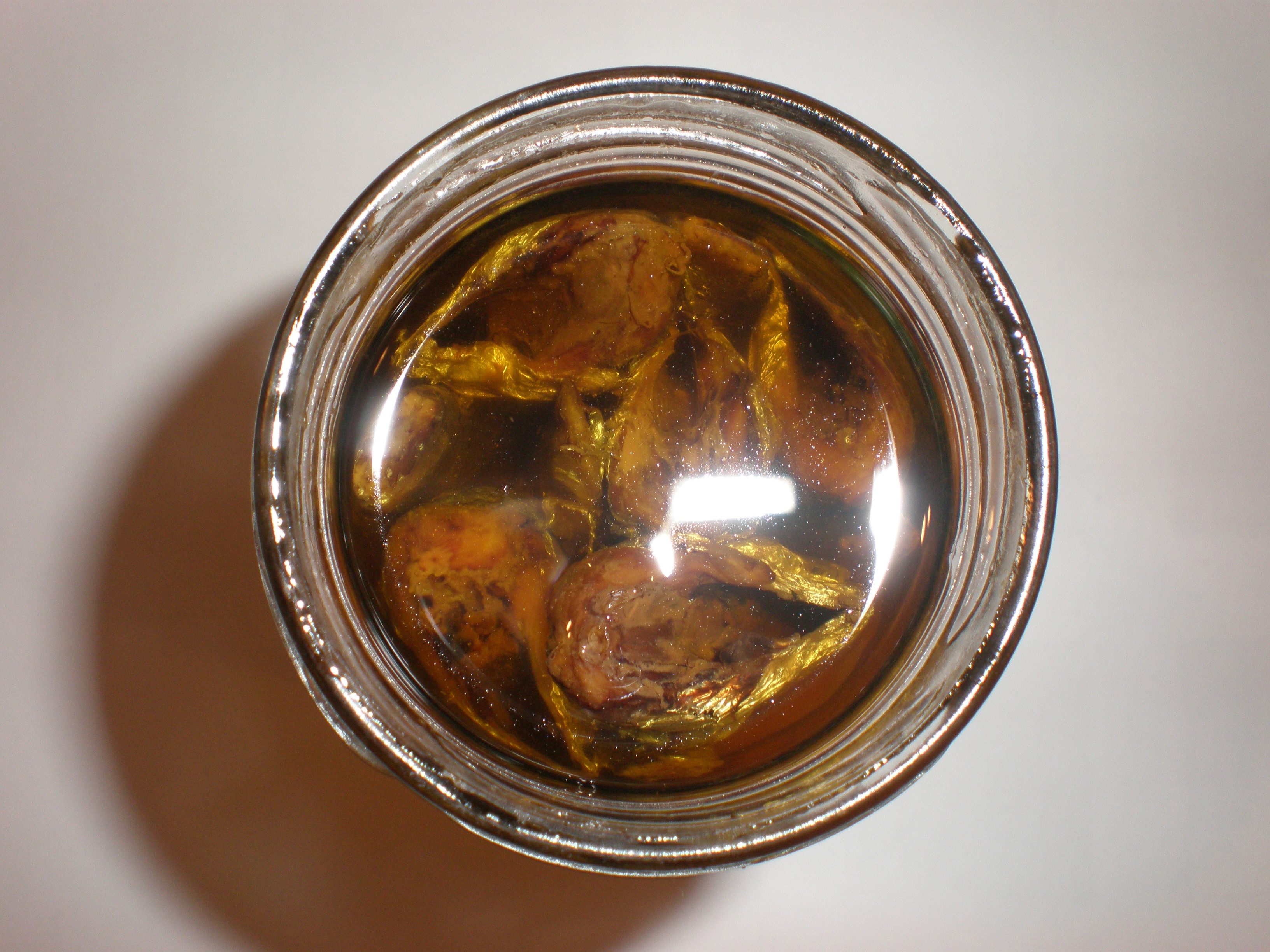
Tarro de sardinas en aceite de maíz

Para freír alimentos en hostelería y en el hogar, para la elaboración de margarina, mayonesa, en la industria de la panificación, consomés y siempre que se quiera sustituir la grasa animal. También se usa para aderezar ensaladas junto con el vinagre y la sal.

## Información nutricional del aceite de maíz sin refinar
- 23 % de ácidos grasos monoinsaturados.
- 60 % de ácidos poliinsaturados.
- 12 % de ácidos saturados.
- Es rico también en ácidos grasos linoleicos y oleicos.
- Tiene cantidades significativas de vitamina E, vitamina A, vitamina D, hierro y calcio.

## Producción mundial
Datos disponibles de la producción mundial de aceite de maíz en 2018, en toneladas por año :
| Puesto | País           | Toneladas |
| ------ | -------------- | --------- |
| 1      | Estados Unidos | 1.707.600 |
| 2      | China          | 483.700   |
| 3      | Brasil         | 145.548   |
| 4      | Sudáfrica      | 83.700    |
| 5      | Japón          | 82.503    |
| 6      | Italia         | 69.300    |
| 7      | Francia        | 67.900    |
| 8      | Bélgica        | 64.700    |
| 9      | Canadá         | 62.300    |
| 10     | Turquía        | 53.000    |
| 11     | Argentina      | 46.800    |